# Pfarrkirche Steyr-Heilige Familie

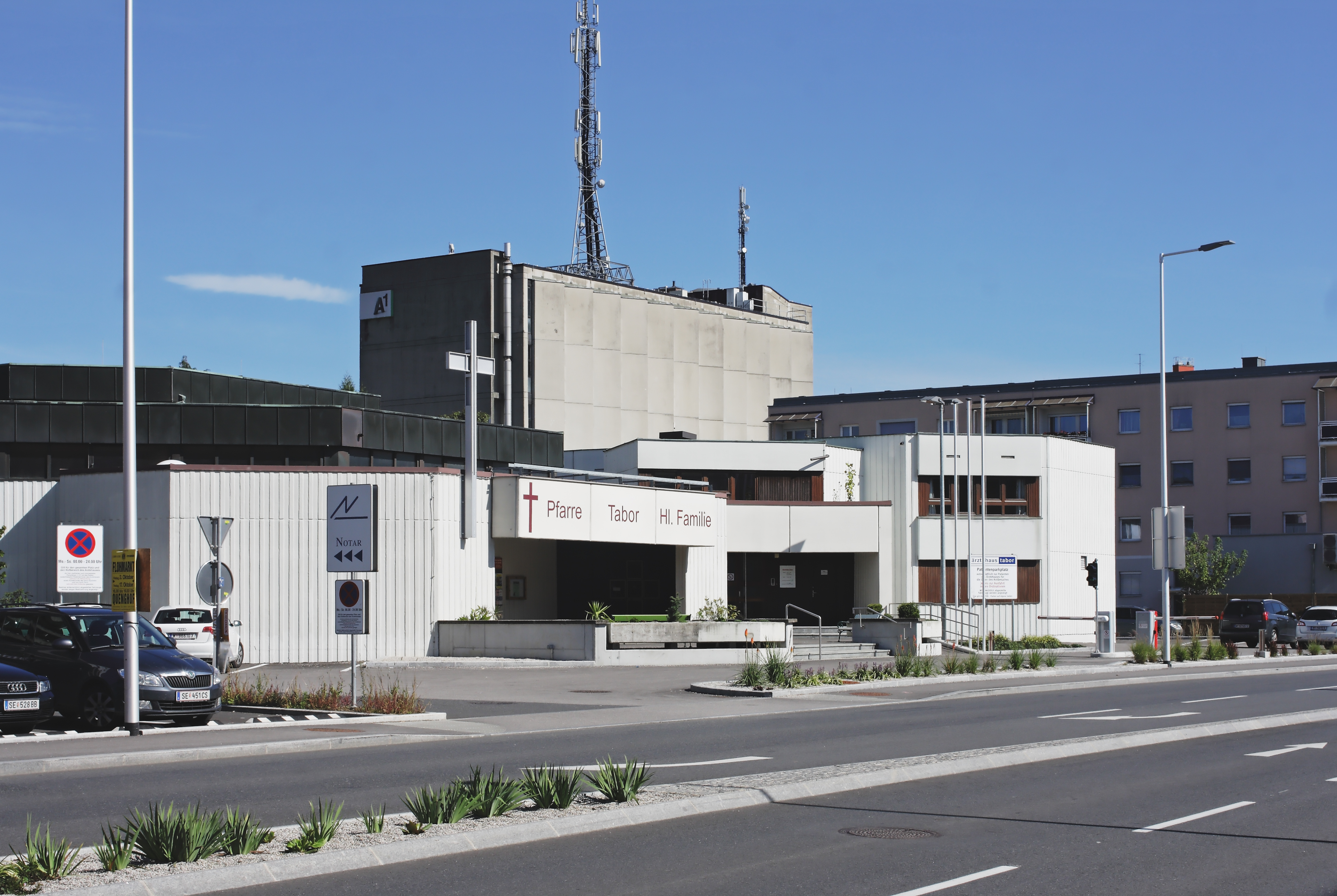
Katholische Pfarrkirche Hl. Familie in Steyr

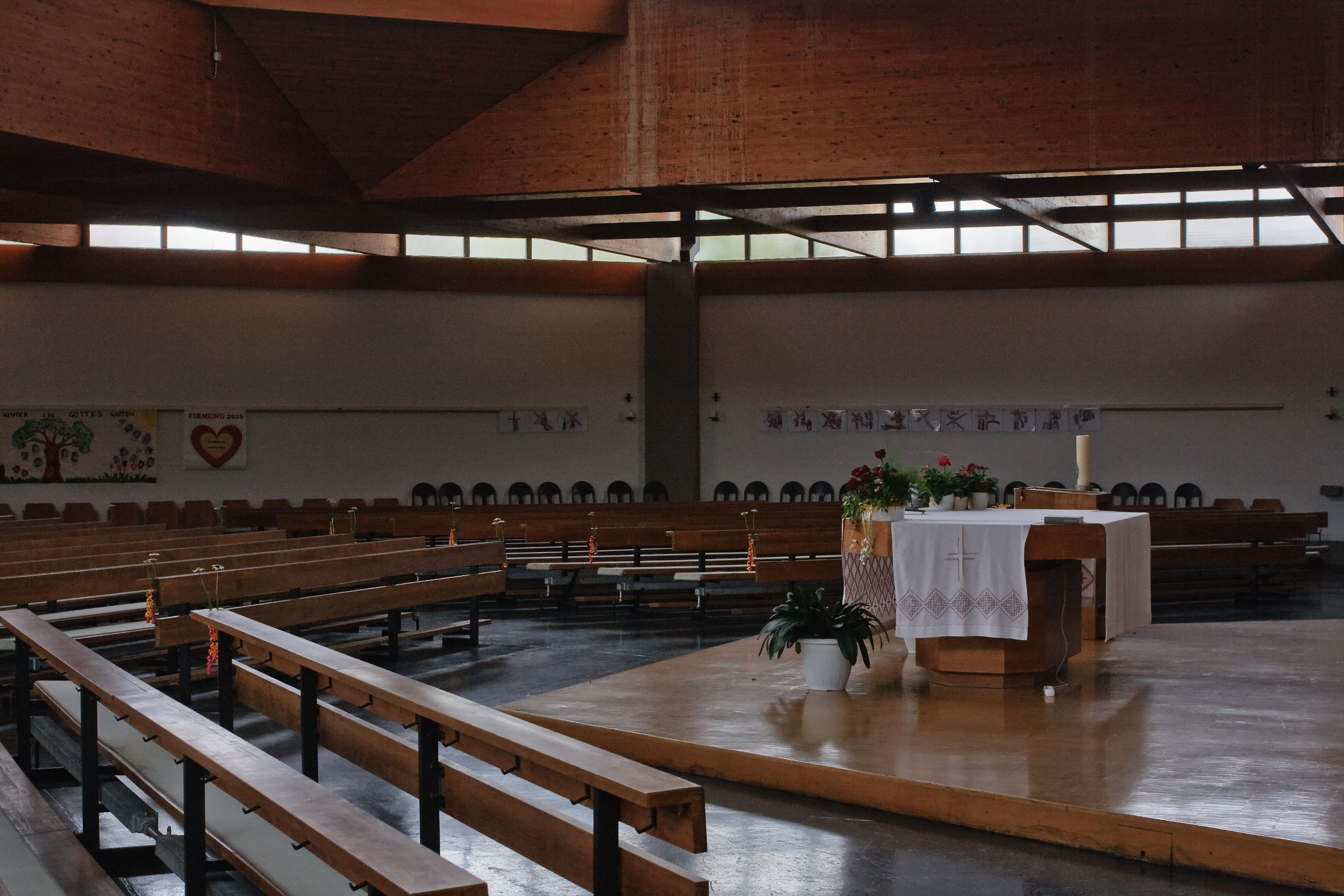
Innenansicht

Die römisch-katholische Pfarrkirche Steyr-Heilige Familie steht im Stadtteil Tabor in der Gemeinde Steyr im Bezirk Steyr-Stadt in Oberösterreich. Sie ist der Heiligen Familie geweiht und gehört zum Dekanat Steyr in der Diözese Linz.

## Geschichte
Das Gebiet der heutigen Pfarre war bis zum Zweiten Weltkrieg landwirtschaftlich geprägt, einzige Ausnahme war die Kaserne am Tabor. Während des Krieges entstand ein Barackenlager und in der Nachkriegszeit zahlreiche Wohnbauten. Zunächst existierte keine eigene Kirche. Gottesdienste wurden von 1953 bis 1962 im Block XXII (22) der ehemaligen Kaserne gefeiert, von September 1962 bis Ende März 1967 in einer Barackenkirche auf dem Kasernengelände und bis 1974 im Raum eines Hauses. Für die Seelsorgeanlage Tabor fertigte der Steyrer Architekt Helmut Reitter 1970 einen Entwurf an. Baubeginn war 1972, wobei zuerst Pfarrhof und Pfarrheim errichtet wurden. Ab 1974 fanden die Gottesdienste im großen Pfarrsaal statt. Weihbischof Alois Wagner legte im selben Jahr den Grundstein für die Kirche und am 9. November 1975 weihte sie Bischof Franz Zauner. Seit 1. Jänner 1978 ist sie Pfarrkirche, zuvor gehörte sie zur Pfarre St. Michael. Begräbnisstätte ist der Taborfriedhof.